# Deutsche Rennslalom-Meisterschaft
Die Deutsche Rennslalom-Meisterschaft ist eine 2007 zum ersten Mal vom Deutschen Motorsportbund (DMSB) nach den Regeln des Automobil-Slaloms ausgeschriebene Rennserie der längsten und schnellsten Slaloms Deutschlands. Die Serie ging aus dem Rennslalom-Cup hervor, der 2004 zum ersten Mal ausgetragen wurde. Startberechtigt sind Fahrzeuge der Gruppen F, G, H, N und DN. Der Gesamtsieger der Serie erringt den Titel "Deutscher Rennslalom-Meister".

## Veranstaltungen
Zu den Veranstaltungsorten seit 2004 zählten neben Rennstrecken wie Motorsport Arena Oschersleben, Schleizer Dreieck und Hockenheimring auch Flugplätze wie Ahlhorn, Bitburg, Brilon, Cochstedt, Eggebek, Eggenfelden, Groß Dölln, Hungriger Wolf, Meschede, Pferdsfeld, Walldürn und Wunstorf. 2004 und 2007 zählten auch die kurzen Bergrennslaloms Freiamt und Schonach zu den i. d. R. 10 Läufen, die zur Meisterschaft zählten. Üblicherweise liegen die Streckenlängen zwischen 3.000 und 5.000 m, die zwei- oder dreimal in Wertung durchfahren werden müssen. Im Jahr 2023 kamen als Austragungsstätten die Glasbach-Bergrennstrecke und die Rundstrecke Bilster Berg hinzu. Sie sollen ab 2025 im jährlichen Wechsel gefahren werden.

## Meister
| Jahr | Fahrer             | Fahrzeug       | Cup/Meister                  |
| ---- | ------------------ | -------------- | ---------------------------- |
| 2004 | Frank Most         | BMW            | Cup                          |
| 2005 | Claus Gerlach      | Opel Kadett    | Cup                          |
| 2006 | Reinhard Nuber     | BMW 325        | Cup                          |
| 2007 | Lars Heisel        | Opel Kadett    | Deutscher Rennslalom-Meister |
| 2008 | Reinhard Nuber     | BMW 325i       | Deutscher Rennslalom-Meister |
| 2009 | Lars Heisel        | Opel Kadett    | Deutscher Rennslalom-Meister |
| 2010 | Andre Jeuschede    | BMW e36 M3     | Deutscher Rennslalom-Meister |
| 2011 | Mike Röder         | BMW 316i       | Deutscher Rennslalom-Meister |
| 2012 | Mike Röder         | BMW 316i       | Deutscher Rennslalom-Meister |
| 2013 | Christian Laumann  | BMW 316i       | Deutscher Rennslalom-Meister |
| 2014 | Mike Röder         | BMW 316i       | Deutscher Rennslalom-Meister |
| 2015 | Mike Röder         | BMW 316i       | Deutscher Rennslalom-Meister |
| 2016 | Lars Bröker        | Mitsubishi Evo | Deutscher Slalom-Meister     |
| 2017 | Philipp Hartkämper | VW Golf GTi    | Deutscher Slalom-Meister     |
| 2018 | Hans-Martin Gass   | Audi A3        | Deutscher Slalom-Meister     |
| 2019 | Tony Tute          | VW Lupo 1.4    | Deutscher Slalom-Meister     |
| 2020 | Marcel Hellberg    | VW Polo        | Deutscher Slalom-Meister     |
| 2021 | Philipp Hartkämper | VW Golf/BMW    | Deutscher Slalom-Meister     |
| 2022 | Felix Budzisch     | BMW 330is      | Deutscher Slalom-Meister     |
| 2023 | Markus Firsching   | BMW 320is      | Deutscher Rennslalom-Meister |